# Mariner of the Seas
El Mariner of the Seas es un crucero de la clase Voyager operado por Royal Caribbean International (RCI). Entró en servicio en 2003 y tiene una velocidad máxima de 24 nudos (44 km/h; 28 mph). Mariner of the Seas tiene 1.674 camarotes de pasajeros. A principios de 2018, después de una remodelación de un mes que costó 120 millones de dólares e incluyó agregar cabinas adicionales, el tonelaje bruto del barco aumentó de 138.279 a 139.863 toneladas.